# E612
E612 eller Europaväg 612 är en 50 kilometer lång europaväg som går inom norra Italien i öst västlig riktning. Den går från Ivrea till Turin inom provinsen Torino i regionen Piemonte, längs motorvägen A5. Den ansluter till europavägarna E25, E64 och E70.